# Fentermina
Fentermina (łac. phenterminum) – organiczny związek chemiczny z grupy fenyloetyloaminy, metylowa pochodna amfetaminy. Stymulująca substancja psychoaktywna, lek anorektyczny (hamujący łaknienie).
Powoduje wydzielanie większych ilości neuroprzekaźników z grupy katecholamin, czyli adrenaliny obwodowo oraz dopaminy i noradrenaliny w mózgu. Oddziaływanie farmakologiczne fenterminy przejawia się między innymi pobudzeniem psychomotorycznym oraz zmniejszeniem łaknienia.
Fentermina dawniej była dostępna w Polsce, obecnie, podobnie jak preparaty chlorfenterminy, preparaty z fenterminą są niezarejestrowane.

## Preparaty
- Adipex retard (Gerot Pharmazeutika, Viden, Austria) kaps. 75 mg o przedłużonym uwalnianiu; zawierają 75 mg żywiczanu fenterminy, co odpowiada 15 mg fenterminy[4]. Preparat dostępny w Polsce wyłącznie w ramach importu docelowego.